# Voreilender Kontakt

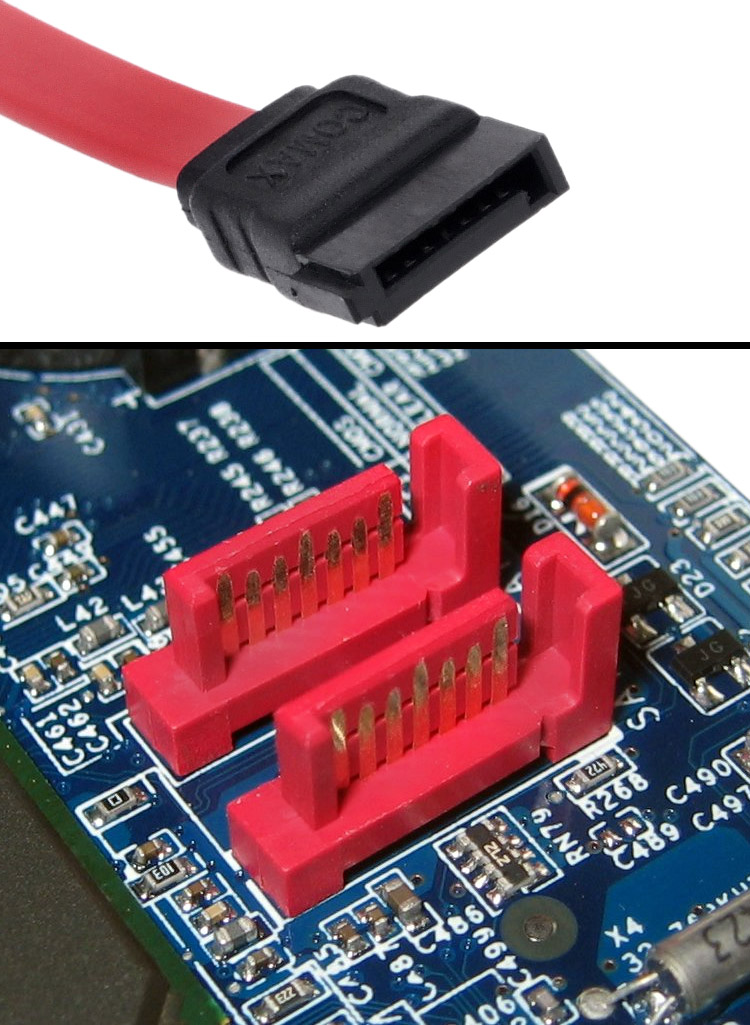
Voreilende Serial-ATA-Stecker (Pin 1, 4 und 7)

Kontaktdiagramm für Relais und Schütze.
A und C: normaler Schließerkontakt, z. B. die Kontakte 1 und 2 oder 13 und 14 in einem Relais
E: Früh-Schließer, z. B. die Kontakte 37 und 38
F,G: Überlappender Öffner und Schließer

Im Bereich der Elektrotechnik bedeutet voreilender Kontakt, dass die elektrische Verbindung eines bestimmten Kontakts eines Steckverbinders bzw. Schalters vor der Verbindung aller anderen Kontakte hergestellt wird. Analog wird beim Trennen der Verbindungen diejenige des voreilenden Kontakts als letzte unterbrochen.

## Anwendungsbereiche
Die im Folgenden aufgeführten Beispiele sollen nicht nahelegen, dass länger ausgebildete Kontakte/Stifte zwingend auf einen voreilenden Kontakt hindeuten. Vielmehr muss hierfür die genaue Ausführung beider Seiten eines Kontakts berücksichtigt werden.
- Bei Netzsteckern (z. B. Schuko-Steckverbinder) sind die Schutzleiter-Verbindungen voreilend, so dass beim Einstecken das anzuschließende Gerät geerdet ist, bevor die Verbindung zu spannungsführenden Leitern des Stromnetzes hergestellt wird. Beim CEE-Drehstromsteckverbinder gibt es drei Stufen: Zuerst wird die Schutzleiterverbindung hergestellt, danach die für den Neutralleiter, und erst zum Schluss werden die Außenleiter kontaktiert. Hierdurch wird eine Sternpunktverschiebung mit ihrer Gefahr von Überspannungen während des Kontaktierungsvorgangs vermieden. Die Reihenfolge wird durch passende Kombination von unterschiedlich langen Steckerstiften und unterschiedlich tief versenkten Kontakten auf Buchsenseite festgelegt.
- Analoges gilt für einige Audioverbindungen wie beispielsweise dem XLR-Steckverbinder, bei dem der Kontakt der Abschirmung gegenüber den Signalkontakten voreilt. Gegensätzlich verhält es sich beim Cinchstecker, dessen Abschirmung (außer bei Sonderausführungen) nacheilt.
- Bei einem Fehlerstromschutzschalter wird beim Abschaltvorgang zunächst die Verbindung der/des Außenleiter(s) getrennt, anschließend erst die Verbindung des Neutralleiters. Der Einschaltvorgang erfolgt umgekehrt, das heißt, der Neutralleiterkontakt wird voreilend verbunden.
- In Schütz- und Relaisschaltungen der Automatisierungstechnik sind Öffner voreilend: Die zu öffnenden Stromkreise werden getrennt, bevor die zu schließenden Stromkreise verbunden werden, siehe hierzu auch Schalter, Schütz und Relais.
- Gewisse Hot-Plug-fähige Systeme wie zum Beispiel USB und Serial ATA benutzen im Stecker voreilende Kontakte für die Versorgungsspannung, so dass diese bereits anliegt, wenn die Datenverbindung hergestellt wird. Dadurch wird ein Latch-Up-Effekt vermieden.

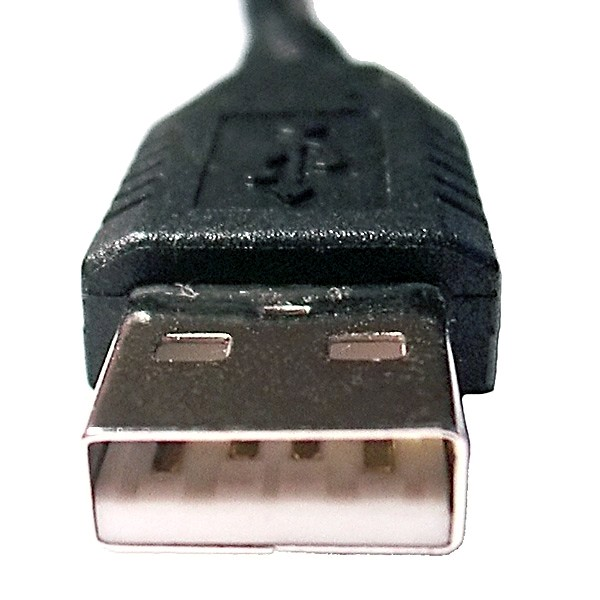
USB-Stecker mit deutlich zu erkennenden voreilenden äußeren Kontakten für die Versorgungsspannung, während die Datenverbindung die mittleren zurückliegenden Kontakte benutzt.
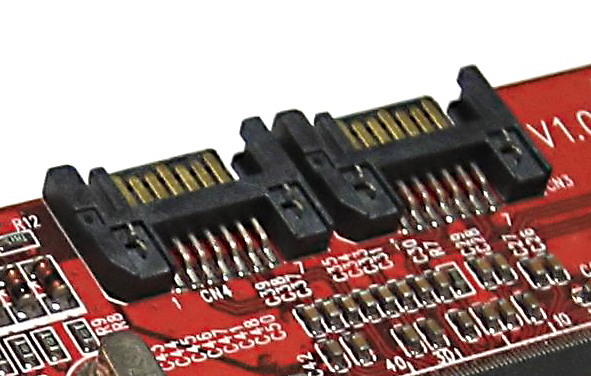
Voreilende Serial-ATA-Stecker (Pin 1, 4 und 7).
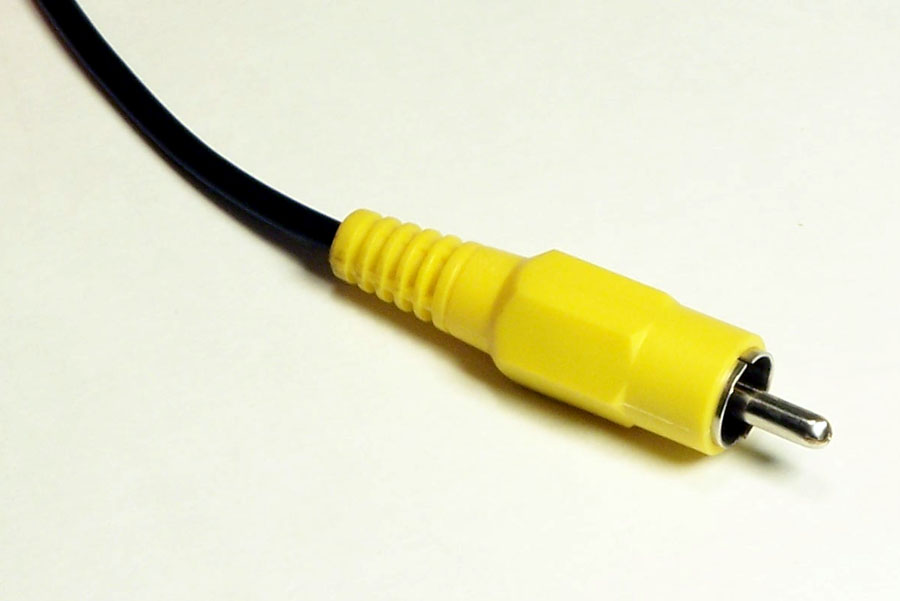
Der Cinchstecker ist ein Beispiel für nicht an die Anwendung angepasste voreilende Kontakte: Der voreilende Innenkontakt sorgt beim Ziehen bzw. Stecken, wenn lediglich der Innenleiter kontaktiert, für unangenehmes Netzbrummen.